# Alfabeto hawaiano
El alfabeto hawaiano (en hawaiano: ka pīʻāpā Hawaiʻi) es un alfabeto utilizado para escribir hawaiano. Este fue adaptado del alfabeto inglés a principios del siglo XIX por misioneros americanos para imprimir una biblia en la lengua hawaiiana.

## Orígenes
En 1778, el explorador británico James Cook hizo el primer viaje del que se tiene constancia de Europa a Hawái. En su informe, escribió el nombre de las islas como "Owhyhee" o "Owhyee". En 1822 se desarrolló e imprimió un sistema de escritura basado en uno similar a la Gramática de Nueva Zelanda, escrito por Elisha Loomis, misionero protestante americano. El alfabeto original incluyó cinco vocales y siete consonantes:
A, E, I, O, U, H, K, L, M, N, P, W, '
Y siete diptongos:
AE, AI, AO, AU, EI, UE, OU
Además, las letras F, G, S, Y, y Z se usan para escribir palabras extranjeras.
En 1826, los desarrolladores votaron para eliminar algunas de las letras qué representaban letras intercambiables y redundantes, permitiendo al alfabeto hawaiiano el acercarse al estado ideal de un-símbolo-un-sonido, y así optimizando la facilidad con la que las personas pueden enseñar y aprender a leer y escribir en hawaiiano.
- Intercambiables B/P. B eliminada, P mantenida
- Intercambiables L/R/D. L mantenida, R y D eliminadas
- Intercambiables K/T/D. K mantenida, T y D eliminadas
- Intercambiables V/W. V eliminada, W mantenida

### ʻOkina
Debido a que había palabras con significados diferentes que se escribían igual, el uso de la oclusiva glotal se hizo necesario. Ya en 1823, los misioneros hacían un uso limitado del apóstrofo para representar la oclusiva glotal, pero no la incluyeron como letra del alfabeto. En la edición de la Biblia hawaiana, utilizaron el ʻOkina para distinguir koʻu ( 'mi') de kou ('vuestro'). No fue hasta el año 1864 que el ʻOkina se convertiría en una letra reconocida del alfabeto hawaiano.
 

### Kahakō
En 1821, uno de los misioneros, Hiram Bingham, utilizaba macrones al hacer transcripciones manuscritas de vocales hawaianas. El macrón, o kahakō, se usa para diferenciar entre vocales cortas (sin macrón) y largas (con macrón).

## Alfabeto moderno
El alfabeto hawaiano oficial actual consta de 12 letras: cinco vocales (A a, E e, I i, O o, U u) y siete consonantes (H h, K k, L l, M m, N n, P p, W w, ʻ). El orden alfabético difiere del orden latino normal en que las vocales van primero, y luego las consonantes.  Las cinco vocales con macrón – Ā ā, Ē ē, Ī ī, Ō ō, Ū ū – no se tratan como letras separadas, pero se ordenan alfabéticamente inmediatamente después de las vocales no acentuadas. El ʻOkina se ignora a la hora de ordenar alfabéticamente, pero está incluido como consonante.

### Pronunciación
Los nombres de las letras se inventaron específicamente para hawaiano, por lo que muchas veces no siguen los nombres tradicionales de letras europeos. Los nombres de M, N, P, y posiblemente L derivan probablemente del griego, y el de la W procede de la letra eliminada V.
| Letra | Nombre | IPA         |
| ----- | ------ | ----------- |
| A a   | ʻā     | /Un/        |
| E e   | ʻē     | /e/         |
| I i   | ʻī     | /i/         |
| O o   | ʻō     | /o/         |
| U u   | ʻū     | /u/         |
| H h   | hē     | /h/         |
| K k   | kē     | /k ~ t/     |
| L l   | lā     | /l ~ ɾ ~ ɹ/ |
| M m   | mū     | /m/         |
| N n   | nū     | /n/         |
| P p   | pī     | /p/         |
| W w   | wē     | /w ~ v/     |
| ʻ     | ʻokina | /ʔ/         |